# IC 1762
IC 1762 ist eine Balken-Spiralgalaxie mit ausgedehnten Sternentstehungsgebieten vom Hubble-Typ SBbc im Sternbild Fornax am Südsternhimmel. Sie ist schätzungsweise 250 Millionen Lichtjahre von der Milchstraße entfernt und hat einen Durchmesser von etwa 135.000 Lj.

Im selben Himmelsareal befindet sich u. a. die Galaxie IC 1759.
Das Objekt wurde am 6. September 1897 von Lewis Swift entdeckt.